# Liste der Kulturdenkmale in Jerisau (Glauchau)
Die Liste der Kulturdenkmale in Jerisau (Glauchau) enthält die in der amtlichen Denkmalliste des Landesamtes für Denkmalpflege Sachsen ausgewiesenen Kulturdenkmale im Glauchauer Ortsteil Jerisau.

## Legende
- Bild: Bild des Kulturdenkmals, ggf. zusätzlich mit einem Link zu weiteren Fotos des Kulturdenkmals im Medienarchiv Wikimedia Commons. Wenn man auf das Kamerasymbol klickt, können Fotos zu Kulturdenkmalen aus dieser Liste hochgeladen werden:
- Bezeichnung: Denkmalgeschützte Objekte und ggf. Bauwerksname des Kulturdenkmals
- Lage: Straßenname und Hausnummer oder Flurstücknummer des Kulturdenkmals. Die Grundsortierung der Liste erfolgt nach dieser Adresse. Der Link (Karte) führt zu verschiedenen Kartendiensten mit der Position des Kulturdenkmals. Fehlt dieser Link, wurden die Koordinaten noch nicht eingetragen. Sind diese bekannt, können sie über ein Tool mit einer Kartenansicht einfach nachgetragen werden. In dieser Kartenansicht sind Kulturdenkmale ohne Koordinaten mit einem roten bzw. orangen Marker dargestellt und können durch Verschieben auf die richtige Position in der Karte mit Koordinaten versehen werden. Kulturdenkmale ohne Bild sind an einem blauen bzw. roten Marker erkennbar.
- Datierung: Baubeginn, Fertigstellung, Datum der Erstnennung oder grobe zeitliche Einordnung entsprechend des Eintrags in der sächsischen Denkmaldatenbank
- Beschreibung: Kurzcharakteristik des Kulturdenkmals entsprechend des Eintrags in der sächsischen Denkmaldatenbank, ggf. ergänzt durch die dort nur selten veröffentlichten Erfassungstexte oder zusätzliche Informationen
- ID: Vom Landesamt für Denkmalpflege Sachsen vergebene, das Kulturdenkmal eindeutig identifizierende Objekt-Nummer. Der Link führt zum PDF-Denkmaldokument des Landesamtes für Denkmalpflege Sachsen. Bei ehemaligen Kulturdenkmalen können die Objektnummern unbekannt sein und deshalb fehlen bzw. die Links von aus der Datenbank entfernten Objektnummern ins Leere führen. Ein ggf. vorhandenes Icon  führt zu den Angaben des Kulturdenkmals bei Wikidata.

## Jerisau
| Bild                                    | Bezeichnung                                                       | Lage                              | Datierung                 | Beschreibung | ID       |
| --------------------------------------- | ----------------------------------------------------------------- | --------------------------------- | ------------------------- | --- | -------- |
| Direkt Bild zu diesem Denkmal hochladen | Wohnstallhaus eines Vierseithofes                                 | Alte Jerisauer Straße 8 (Karte)   | 2. Hälfte 17. Jahrhundert | Baugeschichtlich von Bedeutung, Fachwerk-Obergeschoss mit altertümlicher Konstruktion (aufgeblatteten Kopfstreben). Massiv unterfahren 1856 laut Auskunft, geblattete Kopfstreben, Giebel verschiefert, Erdgeschoss zu große Fenster. | 09241586 |
| Direkt Bild zu diesem Denkmal hochladen | Stallgebäude (ehemals Torhaus) eines Bauernhofes                  | Alte Jerisauer Straße 14a (Karte) | bezeichnet 1828           | Baugeschichtlich und wirtschaftsgeschichtlich von Bedeutung, mit Fachwerk-Obergeschoss. Torhaus Obergeschoss Fachwerk, Erdgeschoss massiv, mit Garageneinbauten. | 09241587 |
| Direkt Bild zu diesem Denkmal hochladen | Scheune eines Bauernhofes                                         | Alte Jerisauer Straße 16 (Karte)  | um 1800                   | Baugeschichtlich und wirtschaftsgeschichtlich von Bedeutung, Fachwerk-Scheune. Fachwerk, einige Stiele im unteren Teil gekürzt – nur noch aufgemalt. | 09241589 |
| Direkt Bild zu diesem Denkmal hochladen | Wohnhaus eines Bauernhofes                                        | Heckengang 1 (Karte)              | 1. Hälfte 18. Jahrhundert | Baugeschichtlich von Bedeutung, Fachwerk-Obergeschoss mit altertümlicher Konstruktion (Kopfstreben). Geblattete Kopfbänder, Fachwerk-Obergeschoss, Fachwerk mit einigen Veränderungen. | 09241590 |
| Direkt Bild zu diesem Denkmal hochladen | Wohnhaus, ehemaliges Seitengebäude eines Bauernhofes (mit Nr. 1a) | Lipprandiser Straße 1 (Karte)     | um 1800                   | Baugeschichtlich von Bedeutung, mit Fachwerk-Obergeschoss. Heute Funktion eines Nebengebäudes, Fachwerk-Obergeschoss. | 09241591 |
| Direkt Bild zu diesem Denkmal hochladen | Wohnstallhaus eines Bauernhofes (mit Nr. 1)                       | Lipprandiser Straße 1a (Karte)    | um 1680                   | Baugeschichtlich von herausragender Bedeutung, ortsbildprägendes Fachwerkgebäude mit altertümlicher Konstruktion (Andreaskreuze), ehemals Umgebindehaus, im Innern Blockstube vollständig erhalten. Ehemals mit Umgebinde, Andreaskreuze, Blockstube vollständig erhalten, ebenso Fensterbänke und Umrahmung im Erdgeschoss, Lage an Einmündung Lipprandiser Straße in Waldenburger Straße, durch Ecklage abrissgefährdet. | 09241599 |
| Weitere Bilder                          | Kirche mit Ausstattung                                            | Martinsplatz - (Karte)            | romanisch                 | Baugeschichtlich, ortsgeschichtlich und ortsbildprägend von Bedeutung, romanischer Bau. Romanischer Bau, flachgedeckt, mehrfach verändert, 1858 restauriert, eingezogener Chor, Triumphbogen und halbkreisförmige Apsis, Westportal, Sakristeitür spätromanisch, mit Dachreiter, Altarmensa mit ornamentalem Rundbogenfries, bei Putzarbeiten wurde 2010 ein Rüstholz entdeckt, welches durch die Radiokarbon-Untersuchung auf einen Zeitraum zwischen 1185 und 1263 datierte. erwähnt wurde die Kirche erstmals 1170. Eine eindeutige Datierung des heutigen Baus lässt sich anhand der Untersuchung des ehemaligen Rüstholzes oder auf der Grundlage der erstmaligen Erwähnung nicht vornehmen. | 09241592 |
| Weitere Bilder                          | Wohnhaus und Seitengebäude des Pfarrhofes                         | Martinsplatz 5 (Karte)            | um 1730                   | Baugeschichtlich und ortsgeschichtlich von Bedeutung, Fachwerkbauten, Wohnhaus mit altertümlicher Fachwerkkonstruktion (Kopfstreben). Am Wohnhaus: geblattete Kopfbänder, halbrunde Füllhölzer, Aborterker Fachwerk mit Fenstern um 1800. | 09241593 |
|                                         | Ehemaliges Wohnstallhaus (Umgebindehaus)                          | Martinsplatz 6 (Karte)            | 18. Jahrhundert           | Hausgeschichtlich von großer Bedeutung, eines der wenigen weitgehend original erhaltenen Umgebindehäuser. Umgebinde, Knaggen mit Verzierungen, rückseitiger Anbau. | 09241594 |
| Direkt Bild zu diesem Denkmal hochladen | Wohnstallhaus eines Zweiseithofes                                 | Martinsweg 9a (Karte)             | um 1800                   | Baugeschichtlich von Bedeutung, mit Fachwerk-Obergeschoss. Fachwerk-Obergeschoss mit Tür im Obergeschoss, teilweise zu große Fenster, Anbau an einem Giebel. | 09241595 |
|                                         | Wohnstallhaus (Umgebindehaus) eines ehemaligen Vierseithofes      | Reinholdshainer Straße 2 (Karte)  | um 1700                   | Baugeschichtlich von großer Bedeutung, ortsbildprägender Fachwerkbau mit altertümlicher Konstruktion (Thüringer-Leiter-Fachwerk, Kopfstreben), für die Region seltenes Umgebindehaus. Fachwerk-Obergeschoss, Umgebinde, geblattete Kopfbänder, Thüringer Leiter, Holzdecke in Stube, Fensterumrahmung und Schwelle erhalten, wahrscheinlich Blockstube erhalten. | 09241596 |
| Direkt Bild zu diesem Denkmal hochladen | Seitengebäude (ehemaliges Wohnstallhaus) eines Vierseithofes      | Remser Weg 2 (Karte)              | 18. Jahrhundert           | Baugeschichtlich von Bedeutung, mit Fachwerk-Obergeschoss und Kumthalle. Geblattete Kopfbänder, Giebel und Erdgeschoss massiv, Erdgeschoss mit Garageneinbauten, ungepflegt! | 09241598 |

## Kleinbernsdorf
| Bild                                    | Bezeichnung                                                                                    | Lage                                    | Datierung                 | Beschreibung | ID       |
| --------------------------------------- | ---------------------------------------------------------------------------------------------- | --------------------------------------- | ------------------------- | --- | -------- |
| Direkt Bild zu diesem Denkmal hochladen | Eisenbahnbrücke                                                                                | Wolkenburger Straße - (Karte)           | bez. 1999                 | Sachgesamtheitsbestandteil der Sachgesamtheit Muldentalbahn, Teilabschnitt Glauchau, OT Kleinbernsdorf mit dem Sachgesamtheitsteil: Eisenbahnbrücke (siehe auch Sachgesamtheitsliste – Obj. 09306181). Brücke, Beton, am km 3,5 errichtet, 1999 als Ersatz errichtet. | 09306166 |
| Direkt Bild zu diesem Denkmal hochladen | Wohnstallhaus eines ehemaligen Vierseithofes                                                   | Wolkenburger Straße 25 (Karte)          | um 1800                   | Baugeschichtlich von Bedeutung, mit Fachwerk-Obergeschoss. Preußische Kappe im Stall, Tür im Obergeschoss, Schiebefenster und Originalhaustür noch erhalten, werden erneuert. | 09242329 |
| Direkt Bild zu diesem Denkmal hochladen | Wohnstallhaus, zwei Seitengebäude (mit Oberlauben) sowie Wassertrog im Hof eines Vierseithofes | Wolkenburger Straße 27 (Karte)          | 1. Hälfte 18. Jahrhundert | Baugeschichtlich und wirtschaftsgeschichtlich von großer Bedeutung, Fachwerkbauten, Bauernhof mit zwei Seitengebäuden mit Oberlauben (eine der größten Oberlauben in Sachsen) von großem Seltenheitswert. - Wohnhaus: Fußbänder geblattet, Streben gekreuzt-gezapft, - Seitengebäude: Mit 18jochiger Oberlaube, Scheune mit Durchfahrt, - Seitengebäude: Mit siebenjochiger Oberlaube, Stall, Hof mit Mistplatz, Steinplatten, Wassertrog, Schiebefenster im Wohnhaus, Einsturzgefahr der Scheune (Seitengebäude mit Oberlaube). | 09242330 |
| Direkt Bild zu diesem Denkmal hochladen | Scheune eines Vierseithofes                                                                    | Wolkenburger Straße 31 (Karte)          | um 1800                   | Baugeschichtlich und wirtschaftsgeschichtlich von Bedeutung. Mit Durchfahrt | 09242331 |
| Direkt Bild zu diesem Denkmal hochladen | Wohnstallhaus und Scheune eines ehemaligen Vierseithofes                                       | Wolkenburger Straße 32; 32a; 33 (Karte) | 18. Jahrhundert           | Baugeschichtlich und wirtschaftsgeschichtlich von Bedeutung. Scheune 1940 gehoben, Wohnstallhaus mit böhmischen Kappen und Säulen im Stall, zum Teil große entstellende Fenster. | 09242332 |